# Wotanisme
 (mars 2021).

Le Valknut, un des symboles majeurs du wotanisme : un symbole initialement viking, récupéré par la mouvance,,.

Le wotanisme est une forme d'idéologie politique marginale sur fond de religiosité identitaire néo-paganiste germanique, intrinsèquement raciste, antisémite et néonazie, constituée en deux temps à l'époque contemporaine.
Prenant son inspiration dans la mythologie nordique, il apparaît en Allemagne et en Autriche au début du XXe siècle en réaction à la modernité dans les ouvrages romanesques sur fond de néopaganisme germanique de l'ariosophe et ésotériste viennois Guido von List, l'un des inspirateurs du mouvement völkisch.
À la fin du XXe siècle et principalement aux États-Unis, cette fois en réaction aux effets de la mondialisation, du libéralisme et du multiculturalisme et en opposition au mouvement dominant de la Christian Identity au sein de l'extrême droite blanche américaine, on voit se former différents groupuscules idéologiques et religieux néo-païens indifféremment qualifiés d'« odinistes » ou de « wotanistes », qui s'approprient une reformulation composite des sources du racisme et de l'anti-judéo-christianisme dits « aryens » sous forme de nouveaux cultes identitaires mêlés d'ésotérisme, voire de religions orientales. Ils ont en commun leur inspiration mêlant, outre l'œuvre de von List, une lecture partielle de Wotan, un essai de Carl Jung des années 1930 sur la montée du nazisme et un auteur anglo-saxon resté jusque-là méconnu, Alexander Rud Mills.
Après les mouvements de la Fraternité odiniste d'Else Christensen (en) à la fin des années 1970 et de l'Ásatrú de Steve McNallen (en) des années 1980, ils se diversifient au fil des dissensions idéologiques.
Alors que l'usage du terme « wotanisme » se confond avec celui d'« odinisme » pour la période initiale, il tend depuis les années 1990 à caractériser ces formes les plus racistes, antisémites, violentes et ouvertement néo-nazies du suprémacisme blanc américain habillées de néo-paganisme. La plus notoire à l'aube du XXIe siècle est le Wotansvolk ou Temple of Wotan, due à David et Katja Lane et Ron McVan. Cette mouvance ne manque d'ailleurs pas de rejeter dans l'Ásatrú et l'Odinisme ce qu'elle considère comme une forme de « corruption new age efféminée ».

## Les bases religieuses avancées
Le mot wotanisme provient du nom du dieu Wotan, la principale divinité du panthéon germanique.
Certains considèrent le wotanisme comme une spiritualité très ancienne (et s'appuient sur des ouvrages scientifiques).

Les wotanistes s’inscrivaient dans l’univers des religions germaniques du nord. À côté de la vénération des sources, des arbres et même des forêts, ce qui relève de l’animisme, ils pratiquaient des sacrifices animaliers et sans doute aussi humains. Leurs dieux étaient Thunaer (aussi appelé Donar ou Thor), Woden (ou Wotan) et Saxnôt.

Aujourd'hui, de plus en plus de personnes se réclament, tant sur le plan religieux que philosophique, du paganisme. Le Wotanisme reprend donc de l'intérêt également d'un point de vue spirituel.

## Les sources du wotanisme (1900-1939)

### Guido von List et l'invention du wotanisme
Exploitant le thème du panthéon nordique, il apparaît en Allemagne et en Autriche au début du XXe siècle en réaction à la modernité : initialement forgé par l'ariosophe et ésotériste viennois Guido von List, il est adopté au sein d'une partie des courants völkisch dans l'Allemagne de Weimar. Une première idée clé alors posée : le « sang aryen » véhiculerait une mémoire ancestrale où seraient toujours présents les archétypes divins qu'il s'agit de revitaliser afin d'empêcher le déclin de la « race ».

### Une lecture du nazisme par Carl Jung,Wotan(1936)
Dans son essai Wotan publié en 1936, ainsi que dans une série d'interviews publiés entre 1936 et 1939, Jung explique la montée du nazisme par le fait que les Allemands seraient à nouveau possédés par les archétypes ancestraux de la « fureur germanique ». Hitler devient du coup la personnification de Wotan lui-même, possédé par l'inconscient collectif allemand. Seule cette conception initiale religieuse des archétypes, vus comme des pouvoirs suprêmes ou des divinités, est retenue de Jung par les odinistes, et non sa thèse aboutie ultérieure.

### Dans le monde anglo-saxon: Alexander Rud Mills (1930)
Alexander Rud Mills est un sympathisant nazi australien qui promeut un néo-paganisme racial mêlé de notions maçonniques dans les années 1920-1930. Il est en particulier l'auteur d'un The Odinist Religion: Overcoming Jewish Christianity publié en 1930, selon lequel les races nordiques auraient été à l'origine des civilisations de Sumer, d'Egypte, de Perse, de Grèce et de Rome ; mais affaiblies par le mélange racial, elles se seraient dénaturées en se convertissant au judéo-platonisme, à la notion de transcendance divine et d'égalité des races. Il crée une Anglecyn Church of Odin et de petites et fugitives colonies odinistes en Australie, Grande-Bretagne, Afrique du Sud et Amérique du nord. Totalement méconnue, son œuvre ne réapparait que dans les années 1970 comme l'une des sources d'inspiration majeures d'Else Christensen.

## Le wotanisme contemporain ou odinisme des courants suprémacistes blancs américains
Aux États-Unis, dans la seconde moitié du XXe siècle, la mouvance de la Christian Identity conjugue des emprunts aux hérésies dualistes chrétiennes et une théologie de l'antisémitisme, faisant des Juifs les « fils de Satan ». La thématique hitlérienne, la démonologie, la vision apocalyptique et le symbolisme nazi servent à mobiliser la violence au service du projet d'un État blanc. Mais en marge de ce courant dominant se réclamant du christianisme, d'autres groupes mêlent au suprémacisme blanc les thèmes du paganisme nordique et de l'anti-christianisme. Alors que les groupuscules néo-nazis américains s'en tenaient essentiellement dans les années 1950-1960 à l'imitation nostalgique du décorum nazi (uniformes, marches, drapeaux à la svastika, etc.), on assiste ainsi à partir des années 1970 à une véritable renaissance néo-völkisch de l'ariosophie d'avant-guerre.

### Genèse de l'odinisme racialiste blanc

#### Else Christensen et l'Odinist Fellowship(1969)
Née en 1913 au Danemark, Else Christensen (en) milite dans le syndicalisme pendant les années 1930, tout en étant proche du nazisme de gauche d'Otto Strasser et du Danmarks Nationalsocialistiske Arbejderparti auquel appartient son mari. Émigrée au Canada en 1951, elle entre en contact avec Willis Carto, qui lui fait connaître les théories spengleriennes de Francis Parker Yockey pour qui la défaite du nazisme a été une occasion manquée de permettre la renaissance de l'Occident, ainsi qu'avec James K. Warner de l'American Nazi Party, qui lui fait découvrir les écrits d'Alexander Rud Mills.
Les ouvrages d'Else Christensen et son organisation Odinist Fellowship créée en 1969 constituent l'expression la plus notable de l'odinisme dans les années 1970. Elle emprunte à Yockey l'idée du déclin de la civilisation occidentale minée tout à la fois par le christianisme, le capitalisme, le communisme et finalement le « parasitisme culturel » que constituent selon lui les Juifs. Elle déduit de Mills l'idée de la renaissance du paganisme nordique comme remède à ce déclin. Les germes de cette renaissance résident enfin à ses yeux dans les archétypes de l'inconscient collectif jungien, qu'il s'agit d'éveiller. Dans cet odinisme, race et religion sont donc organiquement liées à travers les archétypes résidant dans l'inconscient racial : l'odinisme serait pratiquement « génétique ».

#### Steve McNallen et l'Ásatrú Free Assembly(AFA)
L' Asatru Free Assembly des années 1980 (AFA) considère la fierté raciale comme secondaire par rapport à l'« éveil spirituel ». Son fondateur, Steve McNallen (en), s'oppose à l'adhésion de racistes et de nazis. Après l'éclatement du mouvement en 1987, l'Ásatrú Alliance (en) de Mike Murray maintient un odinisme officiellement non raciste, tandis que The Troth (en) d'Edred Thorsson (en) se tourne vers le Wicca et autres communautés néo-païennes indifférentes aux questions raciales. Cependant, les conflits liés à la présence de néonazis et de racistes au sein de l'AFA a conduit certains de ceux-ci à la radicalisation : certains créent leur propre mouvement comme Redbeard et le Thor's Hammer Kindred ou Elton Hall et le Jomsviking Kindred, tandis que d'autres comme Tom Paget et Wyatt Kaldenberg se rallient à des mouvements suprémacistes officiellement non religieux.

### Wyatt Kaldenberg et le magazinePagan Revival
Wyatt Kaldenberg, après avoir milité à l'extrême-gauche puis rejoint l'AFA au sein du chapitre de Los Angeles, s'est finalement rallié à la White Aryan Resistance de Tom Metzger. Il diffuse à partir des années 1990 le magazine Pagan Revival, puis publie dans les années 2000 différents ouvrages (Odinism: The Religion of Our Germanic Ancestors in the Modern World, Odinism in the Age of Man: The Dark Age Before the Return of Our Gods, ou encore Perceived Heathenism and Odinic Prayer: A Book of Heathen Prayer and Direct Contact with Our Living Gods) où il fait la promotion de la religion d'Ásatrú et des divinités nordiques, ainsi que l'apologie de la violence raciste. Adepte d'un odinisme en forme de culte de la violence, il y prône sa vision d'une société tribale et aristocratique aryenne dominée par l'élite guerrière.

### Jost Turner, duNational Socialist Kindredau new Age
Né en 1946, vétéran traumatisé de la guerre du Viêt Nam, Jost Turner a vécu deux ans dans un ashram californien de la Self-Realization Fellowship de Paramahansa Yogananda. Après un passage à l'Asatru Free Assembly dans les années 1970, il fonde dans les années 1980 en Californie un groupuscule nommé National Socialist Kindred, qui vise à créer une communauté odiniste appelée Volksberg. Inspiré pêle-mêle par le mouvement de retour à la terre (Back-to-the-land movement (en)) et la stratégie de non-participation au système du mouvement hippie, la mythologie nordique, les croyances védiques et le tantrisme hindou, il voit dans le nazisme une renaissance du tribalisme aryen, qui doit permettre l'évolution vers une nouvelle race de surhommes (Übermenschen) réalisant l'harmonie avec la Nature et l'entrée dans l'âge d'or de la vision hitlérienne. Hitler est en effet pour Truner, à la suite de Savitri Devi, un avatar semi-divin venu délivrer la voie de l'éveil spirituel du peuple aryen : le nazisme est à ses yeux une « religion de l'amour ». L'échec de sa tentative de communauté Volksberg le conduit à partir du milieu des années 1990 à privilégier finalement la publication d'écrits sur un « Yoga aryen » (Aryan Kriya). Il réalise ainsi l'association la plus évidente de l'odinisme racial avec le mouvement new Age.

### David Lane, Ron McVan et leWotansvolk
Le Wotansvolk fondé par David et Katja Lane avec l'apport théorique et artistique de Ron McVan est le plus visible des groupuscules wotanistes nés dans les années 1990. Il incarne l'odinisme perçu comme la voie « révolutionnaire » vers un « homeland blanc » qui s'établirait en Occident de part et d'autre de l'Atlantique.

#### David et Katja Lane
Né en 1938 dans l'Iowa, élevé par un beau-père prédicateur luthérien, David Lane rejette précocement le christianisme. Il adhère dans les années 1980 aux théories du complot sioniste qui viserait l'extermination de la race aryenne. Fortement marqué cependant par la Christian Identity, il milite dans un premier temps au sein de l'Aryan Nations où il rencontre Robert Jay Mathews. Il rejoint celui-ci au sein de son groupe terroriste The Order. C'est à ce titre qu'il est arrêté puis condamné en 1987 à 150 ans d'emprisonnement pour le meurtre d'Alan Berg. Il bénéficie dès lors de l'aura des « martyrs de la cause » accordé aux membres de The Order au sein des mouvements suprémacistes blancs.
En radicalisation continue contre l'État fédéral et le multiculturalisme, Lane fait évoluer en prison son idéologie depuis les seules questions identitaires vers un paganisme odiniste confusément mêlé de numérologie biblique.

### 2021: Invasion du capitole et médiatisation du wotanisme
Le 6 janvier 2021, plusieurs centaines de personnes envahissent le Capitole, pour apporter leur soutien à Donald Trump. Parmi eux, plusieurs militants de la droite radicale, dont certains arborant des symboles du wotanisme se mettent en scène. Les vidéos et photos de l'évènement sont largement diffusées par les médias et réseaux sociaux. L'un des protagonistes attire notamment les commentaires, à cause de son accoutrement et ses tatouages. Il s'agit de Jake Angeli, aussi dénommé "Q Shaman", personnage emblématique de la mouvance complotiste QAnon,.

## En France
En France, David Nègre (également connu sous les pseudonymes David Van Horn et Sir Shumule) fonde en 2015 l'Église de Wotan, qui professe des croyances suprémacistes blanches, négationnistes et homophobes, fondée avec pour base le wotanisme tel que théorisé par David Lane,,.
Au sein de ce groupe religieux, les membres sont fouettés, enchaînés, scarifiés et plongés dans l'eau par David Nègre et sa femme dans le cadre de ce qu'ils qualifient de rituel de « noviciat ». Les femmes sont dispensées de ce rite si elles acceptent d'accoucher sans assistance médicale. Leur rôle au sein de l'Église de Wotan est de faire naître un maximum d'enfants afin de faire perdurer la « race blanche ». Des couples sont par ailleurs formés au sein de la communauté par David Nègre et les hommes sont soumis à des codes vestimentaires spécifiques. Des rituels impliquant l'usage d'alcool et de produits stupéfiants ont lieu et leur usage est obligatoire au sein de la communauté,.
La communauté de l'Église de Wotan vit durant un temps au château de la Touche, à Savigny-Lévescault, dont le loyer est réglé par un adepte. En août 2023, David Nègre est condamné à trois ans de prison ferme pour abus de faiblesse, peine allongée à 5 ans après un appel,